# 10529 Giessenburg
10529 Giessenburg (1990 WQ4) là một tiểu hành tinh vành đai chính. Nó được phát hiện ngày 16 tháng 11 năm 1990, bởi E. W. Elst ở Đài thiên văn Nam Âu.